# Roka (Panama)
Roka è un comune (corregimiento) della Repubblica di Panama situato nel distretto di Müna, comarca di Ngäbe-Buglé. Si estende su una superficie di 83,7 km² e conta una popolazione di 2.697 abitanti (censimento 2010).